# سیارک ۴۴۱۳
سیارک ۴۴۱۳ (به انگلیسی: 4413 Mycerinos، نامگذاری:4020P-L) چهار هزار و وچهارصد و سیزدهمین سیارک کشف شده‌است که در ۲۴ سپتامبر ۱۹۶۰ کشف شد.
قدر مطلق سیارک برابر ۱۳٫۷۰ است.